# Campionato africano maschile di pallacanestro 1985
Il 13º Campionato Africano Maschile di Pallacanestro FIBA si è svolto dal 20 al 28 dicembre 1985 ad Abidjan in Costa d'Avorio. Il torneo è stato vinto dalla nazionale padrona di casa.
I Campionati africani maschili di pallacanestro sono una manifestazione biennale tra le squadre nazionali del continente, organizzata dalla FIBA Africa, all'epoca AFABA.

## Squadre partecipanti
| Gruppo A                                                                             | Gruppo B                                                       |
| ------------------------------------------------------------------------------------ | -------------------------------------------------------------- |
| - Angola - Costa d'Avorio - Kenya - Rep. Centrafricana - Congo-Brazzaville - Tunisia | - Egitto - Guinea - Mauritania - Mozambico - Nigeria - Senegal |

## Classifica finale
| Campione d'Africa | Campione d'Africa  | Campione d'Africa                                                              |
| --- | ------------------ | ------------------------------------------------------------------------------ |
| Costa d'Avorio Agnimel, F. Bah, R. Bah, Bonébo, Diop, Djadji, Elloh, Koné, Lath, M'Bahia, N'Drin, Ouattara, All. Alphonse Bilé |                    |                                                                                |
| Argento | Angola             | Template:Angola di pallacanestro ai campionati africani 1985                   |
| Bronzo | Egitto             | Template:Egitto di pallacanestro ai campionati africani 1985                   |
| 4. | Senegal            | Template:Senegal di pallacanestro ai campionati africani 1985                  |
| 5. | Rep. Centrafricana | Template:Repubblica Centrafricana di pallacanestro ai campionati africani 1985 |
| 6. | Mauritania         | Template:Mauritania di pallacanestro ai campionati africani 1985               |
| 7. | Nigeria            | Template:Nigeria di pallacanestro ai campionati africani 1985                  |
| 8. | Tunisia            | Template:Tunisia di pallacanestro ai campionati africani 1985                  |
| 9. | Mozambico          | Template:Mozambico di pallacanestro ai campionati africani 1985                |
| 10. | Congo-Brazzaville  | Template:Congo-Brazzaville di pallacanestro ai campionati africani 1985        |
| 11. | Guinea             | Template:Guinea di pallacanestro ai campionati africani 1985                   |
| 12. | Kenya              | Template:Kenya di pallacanestro ai campionati africani 1985                    |